# New Chicago (Montana)
Ne doit pas être confondu avec New Chicago.
Pour les articles homonymes, voir Chicago (homonymie).
New Chicago ou West Chicago (comme il est a été nommé à l'origine) est une ville fantôme dans le comté de Granite, au Montana Sur la rive ouest de Flint Creek .Il est situé à 1,77 km au sud de Drummond, sur une piste de gravier située à l’extérieur de la route panoramique de Pintler Vétérans Mémorial, mieux connue comme Montana Highway 1 (en). New Chicago avait l'habitude d'avoir 2 hôtels, 2 magasins généraux, un moulin à farine, une station de télégraphe, un bureau de Wells Fargo, et un bureau de poste. Le reste de la région est maintenant habité par des ranchs assez grands. La communauté est maintenant desservie par les bureaux de poste de Hall et de Drummond.